# Giovanni Francesco Pressenda
Giovanni Francesco Pressenda (* 6. Januar 1777 in Lequio Berria bei Alba; † 12. Dezember 1854 in Turin) war ein italienischer Geigenbauer.
Pressenda, geboren als Sohn eines Wandermusikanten, erlernte beim Vater das Geigenspiel. Seine Ausbildungswerkstätte als Geigenbauer ist derzeit nicht belegbar, ältere Quellen nennen Lorenzo Storioni als seinen Lehrmeister, jüngere Forschungen widerlegen dies und gehen von dem in Turin wirkenden Geigenbauer Nicolas Lété-Pillement, der aus der französischen Geigenbaumetropole Mirecourt stammte aus. Pressendas Geigen zeichnen sich durch einen guten Ton aus. Er baute diese nach einem Modell von Antonio Stradivari, jedoch mit etwas höheren Zargen und einer weniger sauber ausgearbeiteten Schnecke. Die Instrumente wurden, nachdem der Geiger August Wilhelmj seit dem Ende des 19. Jahrhunderts auf einer Pressenda gespielt hatte, hochgeschätzt.
Pressendas Arbeiten beeinflussten den italienischen Geigenbau des späteren 19. und frühen 20. Jahrhunderts. Zu seinen Schülern zählt Giuseppe Antonio Rocca. Bereits seit Beginn des 20. Jahrhunderts liegt der Wert seiner Instrumente in der oberen Preisklasse, auch wurden und werden sie gerne kopiert. Als bester Kopist der Pressenda-Geigen gilt Annibale Fagnola (1865–1939).

## Bekannte Spieler
- August Wilhelmj (1845–1908)
- Rudolf Koelman (* 1959)
- Axel Strauss (* 1974)
- Patricia Kopatchinskaja (* 1977)
- Albrecht Menzel (* 1992)

| Personendaten    | Personendaten                 |
| ---------------- | ----------------------------- |
| NAME             | Pressenda, Giovanni Francesco |
| ALTERNATIVNAMEN  | Pressenda, Gianfrancesco      |
| KURZBESCHREIBUNG | italienischer Geigenbauer     |
| GEBURTSDATUM     | 6. Januar 1777                |
| GEBURTSORT       | Lequio Berria bei Alba        |
| STERBEDATUM      | 12. Dezember 1854             |
| STERBEORT        | Turin                         |